# Mesotherium
Mesotherium («середній звір») — це вимерлий рід мезотеріїдних нотоунгулятів, тривалого (приблизно від 55 до 2 млн років) родини поверхнево гризуноподібних нотоунгулятів з Південної Америки. Вперше він був названий Етьєном Серресом у 1867 році, і завдяки подальшим знахідкам тепер містить чотири види: M. cristatum, M. hystatum, M. maendrum, M. pachygnathum. Скам'янілості були знайдені в формаціях Мірамар і Вороуе в Аргентині.

## Опис
Мезотерій, ймовірно, був розміром з маленьку вівцю і важив близько 55 кілограмів. Як і більшість гризунів, у нього були поверхнево довгі верхні різці, які стикалися на кінчиках, однак він мав емаль як на губній, так і на язиковій поверхні різців, тоді як у гризунів емаль є лише на губній поверхні. Нижні різці Mesotherium нагадували різці кролика.
Мезотерій, ймовірно, копав, можливо, щоб знайти їжу.